# Pharurus asiaeorientalis
Pharurus asiaeorientalis is een rondwormensoort uit de familie van de Pseudaliidae. De wetenschappelijke naam van de soort is voor het eerst geldig gepubliceerd in 1982 door Petter & Pilleri.